# Аривака (Аризона)
Аривака (англ. Arivaca) — переписна місцевість (CDP) в США, в окрузі Піма штату Аризона. Населення — 623 особи (2020).

## Географія
Аривака розташована за координатами 31°34′30″ пн. ш. 111°17′33″ зх. д. / 31.57500° пн. ш. 111.29250° зх. д. (31.574939, -111.292612). За даними Бюро перепису населення США в 2010 році переписна місцевість мала площу 71,94 км², уся площа — суходіл.

### Клімат
Громада знаходиться у зоні, котра характеризується кліматом помірних степів. Найтепліший місяць — липень із середньою температурою 26.1 °C (79 °F). Найхолодніший місяць — січень, із середньою температурою 8.3 °С (47 °F).
| Клімат Ариваки          | Клімат Ариваки | Клімат Ариваки | Клімат Ариваки | Клімат Ариваки | Клімат Ариваки | Клімат Ариваки | Клімат Ариваки | Клімат Ариваки | Клімат Ариваки | Клімат Ариваки | Клімат Ариваки | Клімат Ариваки | Клімат Ариваки |
| Показник                | Січ.           | Лют.           | Бер.           | Квіт.          | Трав.          | Черв.          | Лип.           | Серп.          | Вер.           | Жовт.          | Лист.          | Груд.          | Рік            |
| Середній максимум, °C   | 15             | 16             | 20             | 23             | 28             | 33             | 33             | 31             | 30             | 26             | 21             | 17             | 24             |
| Середня температура, °C | 8              | 9              | 12             | 15             | 20             | 24             | 26             | 24             | 22             | 18             | 13             | 10             | 17             |
| Середній мінімум, °C    | 2              | 2              | 4              | 7              | 11             | 16             | 19             | 18             | 16             | 10             | 6              | 3              | 9              |
| Норма опадів, мм        | 40             | 30             | 20             | 10             | 0              | 10             | 110            | 110            | 40             | 10             | 20             | 30             | 480            |
| ----------------------- | -------------- | -------------- | -------------- | -------------- | -------------- | -------------- | -------------- | -------------- | -------------- | -------------- | -------------- | -------------- | -------------- |
| Джерело: Weatherbase    |                |                |                |                |                |                |                |                |                |                |                |                |                |

## Демографія
Згідно з переписом 2010 року, у переписній місцевості мешкало 695 осіб у 356 домогосподарствах у складі 195 родин. Густота населення становила 10 осіб/км². Було 492 помешкання (7/км²).
Расовий склад населення:
| - 91,5 % — білих - 1,3 % — корінних американців - 0,6 % — чорних або афроамериканців - 0,6 % — азіатів - 0,3 % — вихідців з тихоокеанських островів - 2,7 % — осіб інших рас |

До двох чи більше рас належало 3,0 %. Частка іспаномовних становила 17,6 % від усіх жителів.
За віковим діапазоном населення розподілялося таким чином: 11,7 % — особи молодші 18 років, 57,7 % — особи у віці 18—64 років, 30,6 % — особи у віці 65 років та старші. Медіана віку мешканця становила 57,3 року. На 100 осіб жіночої статі у переписній місцевості припадало 103,2 чоловіків; на 100 жінок у віці від 18 років та старших — 101,3 чоловіків також старших 18 років.
Середній дохід на одне домашнє господарство становив 35 225 доларів США (медіана — 22 130), а середній дохід на одну сім'ю — 47 099 доларів (медіана — 32 721). За межею бідності перебувало 16,4 % осіб, у тому числі 68,0 % дітей у віці до 18 років та 0,0 % осіб у віці 65 років та старших.
Цивільне працевлаштоване населення становило 89 осіб. Основні галузі зайнятості: освіта, охорона здоров'я та соціальна допомога — 55,1 %, сільське господарство, лісництво, риболовля — 36,0 %, будівництво — 9,0 %.

## Поселення
- Арівака на сайті «Open-Public-Records» [Архівовано 21 вересня 2012 у Wayback Machine.](англ.)
- Арівака на сайті «Arizona Demographics» [Архівовано 25 лютого 2015 у Wayback Machine.](англ.)
- Арівака на сайті «AZ HomeTownLocator» [Архівовано 5 липня 2013 у Wayback Machine.](англ.)
- Арівака на сайті «Histopolis.com» [Архівовано 6 березня 2018 у Wayback Machine.](англ.)
- United States Census Bureau(англ.)[недоступне посилання з травня 2019]
- Вебсайт Аріваки [Архівовано 14 вересня 2012 у Wayback Machine.]